# 야민정음
야민정음(野民正音)은 한글 자모를 모양이 비슷한 것으로 바꾸어 단어를 다르게 표기하는 인터넷 밈이다. 대표적인 예로는 '댕댕이(멍멍이)', '띵작(명작)' '괄도 네넴띤(팔도 비빔면)' 등이있다. 디시인사이드 국내야구 갤러리에서 발전하여 지금과 같은 형태가 되었다. 이름은 디시인사이드 국내야구 갤러리의 별명인 '야갤'과 훈민정음에서 따와서 야민정음이 되었다. 영미권의 리트과 비슷하다고 볼 수 있다.

## 용법
야민정음은 비슷하게 바꾸는 것에서부터, 회전하는 것, 압축하는 것, 한자를 이용하는 것, 로마자까지 사용하는 것도 있는 등 그 용법이 다양하다. 일부 밈은 야민정음이라는 개념이 창안되기 이전에도 쓰였음에도 불구하고 야민정음으로 취급된다. 대표적으로 알려진 용법은 다음과 같다.

### 한글
| 방법                         | 예시                   | 바뀐 예시                        | 참고              |
| ---------------------------- | ---------------------- | -------------------------------- | ----------------- |
| ㄹ <-> 근                    | ㄹㄹ웹(루리웹)         | 근근웹                           | [ 2 ]             |
| ㅠ <-> ㅡ에 ㄲ 받침          | 뉴비                   | 늒네                             |                   |
| 비<->네                      | 비밀, 비빔면           | 네밀, 네넴댼(네넴띤)             |                   |
| 대 <-> 머                    | 대리운전, 멍멍이       | 머근ㅣ운견, 댕댕이               | [ 3 ]             |
| 며 <-> 띠                    | 명곡                   | 띵곡                             |                   |
| 귀 <-> 커                    | 귀여움                 | 커여움                           | [ 4 ]             |
| ㅘ에 ㅇ 받침 <-> ㅏ에 ㅎ받침 | 세종대왕               | 세종머앟                         |                   |
| 180˚ 회전                    | 폭풍눈물               | 롬곡옾눞                         | [ 5 ]             |
| 90˚ 회전                     | 비버, 바바리맨, 비빔밥 | 뜨또(또뜨), 뚜뚜리맨, ㄸ뚜ㅁ뜨뜨 | [ 6 ] [ 7 ] [ 8 ] |
| 압축                         | 돌돔, 고기, 부부       | 뚊, 꾀, 쀼                       | [ 1 ]             |
| 로마자 사용                  | 야민정음               | OF괸경음                         | [ 9 ]             |
| 고 <-> ㅍ                    | 대구광역시             | 머구팡역시                       |                   |

### 한자
| 한자             | 한글   |
| ---------------- | ------ |
| 大(클 대)        | ㅊ     |
| 長(길 장)        | 튽     |
| 金(쇠 금, 성 김) | 숲     |
| 笑(웃을 소)      | 쑻     |
| 人(사람 인)      | ㅅ     |
| 奀(파리할 망)    | 좃, 좆 |
| 音(소리 음)      | 흡     |

## 유행
처음에는 국내 야구 갤러리에서만 사용되다 점차 인터넷 커뮤니티로 확산했고 젊은 층의 속어처럼 유행을 탔다. 또한 농심, 해태htb, 팔도에서 자사 제품을 홍보하기 위해 사용하기도 하였다.

## 비판

### 한글 파괴
야민정음이 한글 파괴에 일조하고 언어폭력의 수단으로 활용된다는 비판이 있지만, 오히려 한국어 발전에 기여한다고 주장하는 의견도 있다.
'한국어' 파괴가 아닌 '한글' 파괴가 맞는 말이다. 한국어는 말, 한글은 글자로 엄연히 다르다.

## 같이 보기
- 언어유희
- 밈
- 즐
- 한글
- 통신체
- 외계어
- 훈민정음
- 해체주의
- 갸루 문자
- LEET
- 거짓짝
- 거짓짝 목록
- 디시인사이드
- 디시위키의 항목
  - 야민정음
  - 야민정음 (번역본)
  - 야민정음 해례본

## 주해
1. ↑  야민정음이란 말이 생긴 게 2015~2016년인데 이 글은 2012년에 쓰였다.